# Mặt trận Argonne (1914–1915)
Dù chỉ là một khu vực nhỏ trên Mặt trận phía Tây trong Chiến tranh thế giới thứ nhất, chiến trường rừng Argonne trên mạn đông bắc Pháp chứng kiến nhiều hoạt động giao chiến dữ dội từ tháng 9 năm 1914 cho đến tháng 9 năm 1915. Thực hiện chiến thuật sáng tạo của viên tư lệnh Bruno von Mudra, các đơn vị Phổ-Württemberg thuộc Quân đoàn XIV đã mở hàng loạt đợt tấn công hiệu quả vào hàng phòng ngự vững mạnh của các thành phần quân Pháp thuộc Tập đoàn quân số 3 do tướng Maurice Sarrail chỉ huy, gây cho quân Pháp thiệt hại nặng nề. Quân Đức về cơ bản đã trục được quân Pháp khỏi rừng Argonne vào cuối năm 1915.

## Các hoạt động ban đầu
Vào tháng 9 năm 1914, Pháp bài trí một lực lượng mạnh thuộc Tập đoàn quân số 3 dưới quyền tướng Maurice Sarrail trong khu vực rừng Argonne. Do tuyến đường sắt chính trên mạn đông bắc của Verdun chạy qua đây từ Saint Ménéhould về phía tây sang Aubréville về phía đông theo đường Les Islettes và Clermont, ừng Argonne nhanh chóng trở thành mục tiêu tấn công của Tập đoàn quân số 5 Đức, mà cụ thể là Quân đoàn XIV dưới quyền Thượng tướng Bộ binh Bruno von Mudra với thành phần nòng cốt là các sư đoàn 33 và 34 Phổ cùng sư đoàn 27 Württemberg. Việc quân đội Pháp mất quyền kiểm soát hoặc sử dụng tuyến đường sắt nói trên sẽ tạo cơ hội lớn cho Falkenhayn tấn công dứt điểm cuộc chiến tại Verdun.
Trong khi địa hình gồ ghề và rậm rạp của Argonne gây nhiều khó khăn cho quân Đức khai thác hiệu quả của đại bác và súng máy, quân Pháp có nhiều đơn vị thuộc địa và sơn chiến thành thạo với dạng địa hình này. Dù vậy, chiến dịch bước đầu diễn tiến khá thuận lợi cho quân Đức khi họ chiếm được một phần đáng kể của rừng Argonne vào ngày 23 tháng 9 năm 1914. Nhưng đến ngày 28 tháng 9, quân Pháp tăng cường phòng ngự và họ sớm chuyển sang phản công vào ngày 2 tháng 10. Quân Pháp thắng và một chỗ lồi đã được hình thành trong chiến tuyến quân Đức, với trọng điểm quanh các cứ điểm Bagatelle và Saint-Hubert.
Sau các hoạt động tác chiến ban đầu vào tháng 9, Mudra di chuyển cơ quan chỉ huy của mình sâu vào rừng Argonne. Chẳng bấy lâu sau, quân đoàn ông lại phát động một đợt tấn công vào ngày 2 tháng 10 năm 1914. Theo sử gia người Mỹ John Mosier, đây là trận đánh đầu tiên trong cuộc chiến mà quân Đức sử dụng đầy đủ các loại khí giới của mình. Thêm vào các khẩu bích kích pháo 210 mm đã được dùng trong các cuộc tấn công tháng 9, Mudra còn dùng đến một thứ vũ khí mới và cực kỳ hiệu quả mà phe Hiệp ước thời bấy giờ chỉ coi là thứ yếu: Minenwerfer, được các thế hệ sau biết đến với tên gọi đơn giản là súng cối. Bộ binh và công binh của ông cũng được trang bị những loại vũ khí mới mẻ như lựu đạn cầm tay và súng phun lửa. Tuy nhiên, cũng giống như trận đánh đầu tiên mà quân khối Hiệp ước sử dụng xe tăng trong chiến dịch Somme 1916, cuộc tấn công đầu tháng 10 không làm cho Mudra hài lòng. Quân Đức bị tổn thất nặng nề và phải đến ngày 13 tháng 10 họ mới chiếm được dãy chiến hào đầu tiên của Pháp.

## Chiến thuật tấn công mới của Đức
Vào ngày 13 tháng 10, Bộ Tư lệnh quân Đức chính thức giao cho Mudra toàn quyền chỉ huy mặt trận Argonne. Trong tay ông ta lúc này có các sư đoàn 27, 33 và 34 cùng trung đoàn Jäger 5 và 6, 3 trung đoàn vệ binh quốc gia (Landwehr), 3 tiểu đoàn công binh và 8 trung đoàn pháo binh. Viên tướng triển khai một chiến thuật mới, theo đó chỉ một địa điểm nhỏ trên mặt trận được xác định làm mục tiêu tấn công. Thoạt tiên, các khẩu đại bác hạng năng của ông sẽ tiến hành một đợt oanh kích rất ngắn nhưng quy mô lớn, nhưng thể dội một quả đạn pháo khổng lồ vào trận tuyến quân địch. Tiếp theo đó, một lực lượng hỗn tạp gồm công binh và bộ binh sẽ thâm nhập vào các vị trí đã bị pháo giã của đối phương. Sau khi lực lượng này "dọn sạch" trận địa phòng thủ của địch bằng lựu đạn, súng phun lửa, súng cối và chất nổ, thêm nhiều toán bộ binh và súng máy sẽ kéo vào tiếp quản trận tuyến.

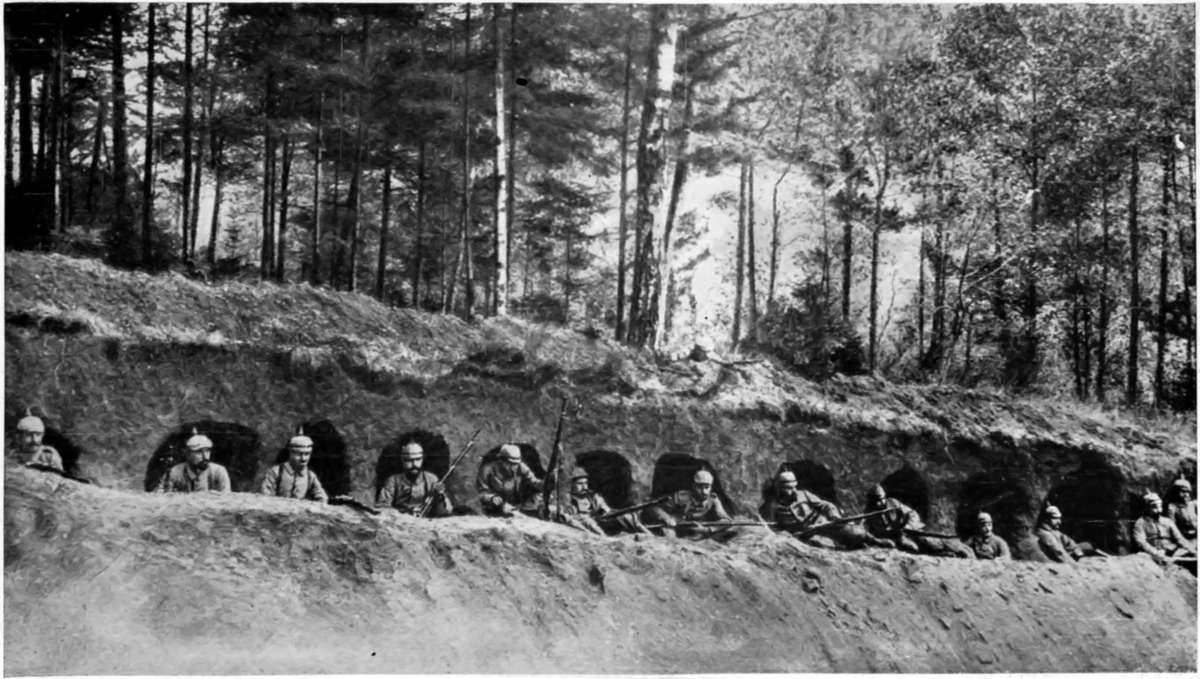
Trận tuyến quân Đức trong rừng Argonne cuối năm 1914.

Buổi đầu khi chiến thuật này còn non trẻ, Mudra chỉ áp dụng nó bằng những cuộc tấn công quy mô nhỏ còn hơn trước. Ông phát động 9 cuộc tấn công trong giai đoạn từ tháng 11 đến tháng 12. Tiêu biểu trong số đó là đợt tiến công ngày 1 tháng 12, khi 5 đại đội Württemberg đoạt được 3 dãy chiến hào và bắt giữ 21 lính Pháp. Đổi lại, quân Württemberg chỉ thiệt mất 6 người chết và 13 bị thương. Tương tự, trong một cuộc tiến công tại Ravin des Meurissons vào ngày 7 tháng 1 năm 1915, quân Đức tiến được hơn 1 km và bắt 800 tù binh - nhiều gần bằng số quân Đức tham gia tấn công. Ngày 29 tháng 1 ghi dấu một đợt tấn công có phần lớn hơn về Ravin de Dieussion, trong đó quân Đức loại khỏi vòng chiến đấu được 3.000 quân Pháp - gấp 3 lần con số thương vong của Đức. Chỉ trong 3 tháng đầu năm 1915, tổn thất của Tập đoàn quân số 3 Pháp đã lên đến 30.000 quân, phần nhiều trong số này tham chiến tại rừng Argonne.
Theo sử gia John Mosier: "Không một mô tả nào, tuy vậy, có thể làm rõ bản chất khốc liệt của cuộc chiến đấu". Trong các đợt giao tranh vào tháng 12 năm 1914, Trung đoàn 4 (Anh em Garibaldi) Lê dương Pháp đã bị xóa sổ và anh em nhà Garibaldi - những người cháu ruột của nhà cách mạng nổi tiếng người Ý - đều tử trận. Thêm vào đó, ngày 7 tháng 1 năm 1915, Sư đoàn trưởng Sư đoàn 10 Henri Gouraud - một viên tướng rất được mến mộ của quân đội Pháp - bị thương tại Fille Morte và phải được thay thế. Người của Mudra trong khi ấy tiếp tục thọc sâu vào rừng và tung ra hàng loạt đòn đánh. Ngày 8 tháng 1 năm 1915, họ làm chủ được đường Haute-Chevauchée. Đến ngày 19 tháng 1, họ đoạt được các cứ điểm Saint-Hubert và Fontaine de Madame. Ngày 4 tháng 2, họ chiếm một công sự gần cứ điểm Bagatelle. Tiếp đó, quân Đức chiếm cứ điểm Marie-Thérèse vào ngày 10 và thôn Le-Four-de-Paris - trung tâm của trung tâm của khu vực Argonne - vào ngày 16 tháng 2. Tinh thần quân Pháp bị xuống dốc đáng kể tước những những thắng lợi dồn dập của đối phương.
Các đợt tiến công nhỏ nhưng bài bản này cũng giải quyết được nhiều vấn đề khác cho quân Đức: do phạm vi tiến công luôn nằm trong tầm bắn của pháo binh, họ không cần phải di chuyển đại bác sau mỗi đòn đánh. Ngoài ra các cấp chỉ huy Đức cũng không cần phải tích lũy những đội quân trừ bị lớn. Thêm vào đó, do không có lý do cụ thể nào để tấn công một địa bàn nhỏ, mỗi đợt tấn công đều không thể được đối phương dự đoán và việc chuẩn bị nó sẽ không để lại dấu vết nào cho máy bay trinh sát của đối phương. Nhờ vậy, những đòn tấn công của quân Đức trên chiến trường Argonne năm 1915 đều mang yếu tố bất ngờ cao.
Tình hình tồi tệ của quân Pháp trong rừng Argonne đã được thể hiện qua nhận định của Trung tá Jean-Marie Carré tháp tùng bộ tham mưu Sư đoàn 4: "ta mất, trong vòng 4 tháng, trung bình chỉ hơn 800 m đất. Nhưng ta mất Sư đoàn 4". Bản thân Tổng tư lệnh Joseph Joffre rất lo lắng và ông ta ra sức thúc giục Sarrail làm chủ tình hình và xác lập lại ưu thế của quân Pháp trên chiến trường Argonne. Sarrail hứa sẽ phát động một chiến dịch tấn công lớn vào tháng 7.

### Các trận tấn công lớn ngày 20 tháng 6-14 tháng 7
Nhưng tướng Mudra đã chuẩn bị ra tay trước. Vào tháng 5 năm 1915, Mudra gặp gỡ Tổng tham mưu trưởng Falkenhayn, người đã cho phép ông ta thực hiện các cuộc tấn công đại quy mô bằng chiến thuật mới của mình. Trong trận tấn công lớn mở màn ngày 20 tháng 6, phía Đức đã triển khai một lượng lớn vũ khí hạng nặng gồm 75 khẩu pháo dã chiến và 26 khẩu bích kích pháo 0,5 mm như thường lệ, cộng thêm 17 trọng pháo hiện đại cỡ nòng từ 100 đến 150 mm, 10 bích kích pháo 210 mm, và 10 khẩu pháo có kích cỡ lớn hơn nữa. Mudra còn huy động 40 khẩu súng cối hạng nặng và hạng trung để yểm trợ bước tiến của bộ binh. Trên thực tế, số lượng vũ khí hạng nặng của Đức trong trận này không thể sánh bằng những gì quân Pháp khai triển trong các chiến dịch tấn công của mình trên mặt trận Woëvre và Champagne. Nhưng, trái với kho vũ khí hạng nặng dồi dào của Pháp trên các chiến trường nói trên phải hỗ trợ cho hàng chục vạn quân tấn công rải rác trên một mặt trận rộng lớn, các vũ khí hạng nặng của Đức trong ngày 20 tháng 6 chỉ phải yểm trợ cho một lực lượng mang tầm cỡ lữ đoàn tấn công chiếm một tuyến phòng thủ rộng vài ngàn m đất bên ngoài làng Binvarville.

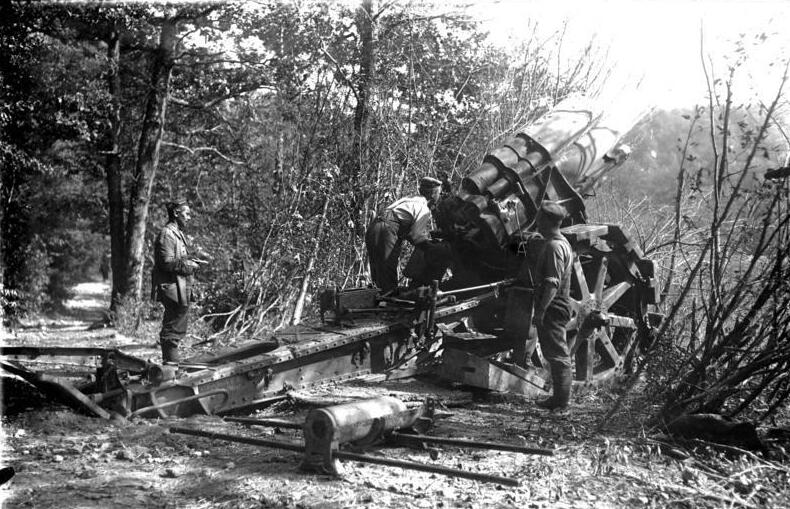
Pháo binh Đức trên chiến trường Argonne 1915.

Cuộc tấn công của Đức ngày 20 tháng 6 cũng chính là lần đầu tiên mà đạn pháo chứa hơi độc được sử dụng như một phần của hàng rào pháo di động của một lực lượng tấn công.
10 ngày sau, Mudra lại giáng một đòn mạnh vào các đơn vị phòng thủ Pháp. Lần này ông ta dùng ít pháo dã chiến hạng nhẹ hơn, song ông khai triển đến 30 khẩu bích kích pháo 210 mm. Bên cạnh các khẩu súng cối và súng khạc lửa của mình, lực lượng tấn công của Đức còn được trang bị 36.000 lựu đạn cầm tay mới được sản xuất. Và, cũng như lần trước, toàn bộ lượng vũ khí tối tân này chỉ được sử dụng để hỗ trợ một lữ đoàn Đức đánh chiếm một mặt trận rộng 2 km. Đến ngày 2 tháng 7, cứ điểm Bagatelle đã thất thủ về tay quân Đức.
Bối rối trước những thắng lợi dồn dập của quân Đức trên mặt trận Argonne, Joffre hạ lệnh mở một đợt tấn công lớn để giành lại khu vực bị mất. Cuộc tấn công được dự kiến tiến hành vào ngày 13 tháng 7. Nhưng, tròn 10 ngày sau khi chiếm Bagatelle, Mudra tiếp tục tấn công vào ngày 12 tháng 7 và, một lần nữa, ông đập tan cuộc kháng cự ngoan cường của quân Pháp. Quân Pháp cũng mở các đợt phản công vào trận địa Đức nhưng bị bẻ gãy với thương vong lớn. Kết thúc trận đánh ngày 12 tháng 7, quân Đức chịu mất 525 người tử trận và 1.838 bị thương. Đổi lại, họ bắt được 3.688 lính Pháp và đếm được 2.000 xác lính Pháp nằm chết trên trận địa. Cơ quan Ngôn luận Paris đã mô tả về các trận chiến tại rừng Argonne như sau: "Tập đoàn quân Thái tử - tức Tập đoàn quân số 5 Đức do Thái tử Wilhelm chỉ huy - lại phát động tấn công và gánh chịu một thất bại mới. Địch đã chiếm được một công sự tạm trong dãy chiến hào tiền tiêu của ta và ngay lập tức bị các cuộc phản công của ta đánh đuổi. Không nơi nào bọn Đức tiến được hơn 400 m. Cao điểm 285, mà địch chiếm giữ trong một thời gian ngắn, bị ta giành lại ngay lập tức". Trên thực tế, quân Pháp không hề giành lại được bất kỳ một vị trí bị mất nào và cũng không hề có chuyện "Không nơi nào bọn Đức tiến được hơn 400 m". Do vậy một số người Đức đã đùa rằng: "Thêm vài trận thua như vậy nữa và quân ta sẽ sớm ở Paris". Vài hôm sau chiến thắng ngày 12 tháng 7, vua xứ Württemberg đã thân hành đi thăm Sư đoàn 27 và tuyên dương thành tích chiến đấu của họ.
Tuy thế nhưng phía Pháp vẫn phát động tiến công vào ngày 14 tháng 7, và bị chặn đứng trước các cuộc tấn công bằng hơi độc của Đức. Lữ đoàn Thuộc địa số 1 Pháp phải vừa chiến đấu vừa rút lui về Ravin de Dieusson, và bị loại khỏi vòng chiến gần 3.000 người - phân nửa binh lực của họ. Joffre buộc phải cách chức Sarrail và điều ông ta sang chỉ huy lực lượng khổng lồ của khối Hiệp ước trên mặt trận Salonika, nơi họ nếm mùi thất bại trước quân Bulgaria vào tháng 9 năm 1916.

## Giai đoạn sau tháng 7 năm 1915
Tháng 9 năm 1915, phía Đức bắt đầu chuyển nguồn nhân lực và tài lực của mình sang chiến trường Champagne, nơi họ tiên liệu được một cuộc tấn công lớn của quân Pháp. Trước khi phải chấm dứt các hoạt động tấn công của mình và chuyển nguồn lực sang Champagne, Mudra mở một chiến dịch tấn công cuối cùng vào cuối tháng 9 năm 1915. Ngày 15 tháng 9, quân Đức giành được đồi 213 và thành lũy Marie-Thérèse. Đến ngày 27 tháng 9, họ lại thắng và chiếm được khu vực Fille Morte. Vào thời điểm này, rừng Argonne về cơ bản đã nằm trong tay người Đức. Không còn rừng Argonne, quân Pháp trong chiến dịch Champagne phải tiến công qua một địa hình bất lợi nơi họ dễ làm mồi ngon cho pháo binh Đức. Thêm vào đó, mặc dù chưa thật sự làm chủ tuyến đường sắt Verdun, quân Đức đã ngăn được việc quân Pháp sử dụng nó và điều này gây khó khăn rất nhiều cho việc cố thủ và tiếp tế thị trấn Verdun vào năm 1916.
Mặc dù giao chiến ở Argonne đã lắng dần xuống sau từ tháng 7 năm 1915, nó vẫn chưa chấm dứt hẳn trong vòng nhiều tháng tới. Sau khi phần lớn các nhân vật tham chiến trọng yếu của Đức trên mặt trận được điều đi nơi khác (điển hình nhất là Mudra được lãnh chức Tư lệnh Tập đoàn quân số 8 vào tháng 8 năm 1916), cục diện chiến trường Argonne hạn chế chỉ còn các hoạt động đặt mìn của cả hai bên là chủ yếu.
Cuộc chiến đấu trên mặt trận Argonne cũng là nguồn cảm hứng cho bản quân hành ca Đức mang tên "Bài ca rừng Argonne" (Argonnerwaldlied), còn gọi là Bài ca người công binh (Pionierlied) - sáng tác bởi Hermann Albert Gordon khoảng năm 1914/1915. Đây là một trong những bài nhạc lính được người Đức ưa chuộng rộng rãi nhất trong cuộc chiến.